# ویدویل (پنسیلوانیا)
ویدویل (به انگلیسی: Weedville) یک منطقهٔ مسکونی در ایالات متحده آمریکا است که در شهرستان الک، پنسیلوانیا واقع شده‌است. ویدویل ۵٫۱۸ کیلومتر مربع مساحت و ۵۴۲ نفر جمعیت دارد و ۳۵۶٫۶۲ متر بالاتر از سطح دریا واقع شده‌است.